# 아기스 (희곡)
《아기스》(Agis)는 스코틀랜드의 극작가인 존 홈이 지은 비극이다.  이것은 그의 첫 작품으로 더글라스에 의해 빛을 잃었다.  이 작품은 1747년에 처음으로 공연되었다. 
이 작품은 스파르타의 왕인  아기스 왕조의 인생을 다룬 내용으로 플루타르크를 주제로 다루었다.   
런던에서 시연을 하기 원했지만, 데이비드 개릭의 반대로 좌절되었고, 1758년 2월 21일에 두룰리 레인에서 개봉되었다.  하지만, 작품성에서 더글라스 (연극)에 밀리게 되었다. 